# Ryan Tannehill
Ryan Timothy Tannehill III (født d. 27. juli 1988) er en amerikansk fodbold-quarterback som spiller for Tennessee Titans i NFL. Tannehill spillede tidligere for Miami Dolphins, siden han blev draftet som nummer 8 i 2012. Han skiftede til Titans i 2019.

## Rekorder

### Rekorder med Miami Dolphins
- Flest succesfulde afleveringer i en sæson. (392 i 2014)
- Flest succesfulde afleveringer i en sæson som en første-års spiller. (282 i 2012)
- Højeste procent af succesfulde afleveringer i en sæson. (66,4% i 2014)
- Flest forsøgte afleveringer som første-års spiller. (484 i 2012)
- Flest yards kastet i en sæson som første-års spiller. (3.294 i 2012)
- Flest succesfulde afleveringer i træk i en kamp. (25 i 2015) (Også en NFL-rekord, som er delt med Philip Rivers)